# Ted Åström
Ted Bengt Georg Åström (født 28. maj 1945) er en svensk skuespiller og musiker.
Åström gik på Adolf Fredriks musikklasser i Stockholm. Han har medvirket i mere end 20 film og tv-serier siden 1970.

## Udvalgt filmografi
- Jeg er lykkelig - rød (1970, ukrediteret)
- Vi er vel kammerater (1976)
- Hammarstads BK (tv-serie, 1977)
- Høstmanøvren (1979)
- Du er skrupskør, Madicken (1979)
- Selskabsrejsen (1980)
- Madicken på Junibakken (1980)
- Privatdetektiven Kant (tv-serie, 1983-1985)
- Lögn (1996)
- Problemet med Ralf (kortfilm, 1996)
- Rederiet (tv-serie, 1997)
- Det brænder! (tv-serie, 2002)
- Skumringstimen (2013)
- Sølykken (tv-serie, 2018)